# Joyce Bibring
Pour les articles homonymes, voir Bibring.
Joyce Bibring, née le 4 février 1988, est une actrice française.
Elle est notamment connue pour son rôle de Charlène dans la série française Chefs, ainsi que pour sa participation à la série de spots publicitaires du Crédit mutuel.

## Filmographie

### Télévision

#### Séries télévisées
- 2007 : Famille d'accueil : Camille
- 2008 : Beauregard : Agnès Lalande
- 2012 : Alice Nevers, le juge est une femme : Justine Gourmet
- 2013 : Section de recherches : Lise Fauvel (saison 7, épisode 14 : Écart de conduite)
- 2014 : Caïn : Salomé
- 2015-2016 : Chefs : Charlène (saisons 5 à 7, 9 épisodes)
- 2015-2017 : Clem : Marjorie
- 2016 : La Stagiaire : Laura Toulouse (saison 1, épisode 6 : Résidence surveillée)
- 2017 : Le Tueur du lac : Noémie
- 2018 : Noces rouges : Sandra
- 2019 : Candice Renoir : Clara Vivier (saison 7, épisode 9 : Bon sang ne saurait mentir)
- 2019 : La Stagiaire : Sophie Mornan (saison 4, épisode 1 : Impartiale)
- 2019 : Soupçons : Alexandra
- 2019 : Nina : Cécile
- 2020 : Peur sur le lac : Noémie Bernier
- 2020 : Cassandre : Christelle Destraz (saison 5, épisode 1 : Temps mort)
- 2020 : Das Boot : Camille Beziau
- 2022 : Poulets grillés : Cécile (épisode pilote)
- 2023 : Simon Coleman : Candice (saison 1, épisode 3 : Le saut de l'ange)
- 2023 : Un Soupçon de Philippe Dajoux : capitaine de gendarmerie Mathilde Delboscq
- 2024 : Commandant Saint-Barth de Denis Thybaud : Maître Avril Rosier
- 2025 : Erica de Frédéric Berthe : Charlotte Florin (épisodes 5 et 6 : Le tailleur de pierres)

#### Téléfilms
- 2021 : Mortelles calanques de Claude-Michel Rome : Sandrine Decima
- 2022 : Meurtres à Figeac d'Olivier Barma : Roxane
- 2022 : Meurtres à Amiens de Vincent Trisolini : Léa Barnier
- 2022 : Escape 2 de Valentin Vincent : Pauline

### Cinéma

#### Longs métrages
- 2010 : Pleure en silence de Gabriel Biggs: Ida Beaussart
- 2021 : Un autre monde de Stéphane Brizé : Juliette Lemesle

#### Courts métrages
- 2009 : Sous le fard de Maud Ferrari : Virginie à 20 ans
- 2010 : Et s'il était d'Olivier Grégoire
- 2012 : La Dernière Main de Paule Sardou : Claudia
- 2016 : Le Distributeur automatique d'aurores boréales de Mathias Malzieu : la mère de Lola
- 2016 : Le Rat d'Aurélien Deschamps : Anne-Sophie
- 2016 : 1001 de Jules Thénier : Jessica
- 2017 : Trip de Pascal Stervinou : la secrétaire
- 2019 : L'Anniversaire de mamie de Delphine Alexandre et Delphine Poudou : Juliette